# Elezioni comunali in Toscana del 2008
Le elezioni comunali in Toscana del 2008 si tennero il 13 e 14 aprile, con ballottaggio il 27 e 28 aprile.

## Firenze

### Campi Bisenzio
| Candidati                   | Candidati                   | Voti                        | %     | Liste                                      | Voti   | %     | Seggi |
| --------------------------- | --------------------------- | --------------------------- | ----- | ------------------------------------------ | ------ | ----- | ----- |
|                             | Adriano Chini               | 12.746                      | 51,22 | Partito Democratico                        | 7.946  | 35,68 | 13    |
| Italia dei Valori           | Adriano Chini               | 12.746                      | 51,22 | 1.241                                      | 5,57   | 2     |       |
| Per un Buon Futuro          | Adriano Chini               | 12.746                      | 51,22 | 1.212                                      | 5,44   | 2     |       |
| Partito Socialista Italiano | Adriano Chini               | 12.746                      | 51,22 | 715                                        | 3,21   | 1     |       |
|                             | Massimo Lensi               | 6.112                       | 24,56 | Il Popolo della Libertà                    | 5.553  | 24,93 | 6     |
| Toscana Granducale          | Massimo Lensi               | 6.112                       | 24,56 | 181                                        | 0,81   | -     |       |
| Seggio al candidato sindaco | Seggio al candidato sindaco | Seggio al candidato sindaco | 24,56 | 1                                          |        |       |       |
|                             | Roberto Viti                | 1.621                       | 6,51  | Comitato Civico Campigiano No Inceneritore | 1.482  | 6,65  | 2     |
|                             | Sandro Targetti             | 1.591                       | 6,39  | La Sinistra l'Arcobaleno                   | 1.431  | 6,43  | 1     |
|                             | Brunella Bresci             | 1.141                       | 4,59  | Uniti per Campi                            | 1.008  | 4,53  | 1     |
|                             | Marco Carraresi             | 1.072                       | 4,31  | Unione di Centro                           | 984    | 4,42  | 1     |
|                             | Paolo della Giovampaola     | 601                         | 2,42  | Federazione dei Verdi                      | 519    | 2,33  | -     |
| Totale                      | Totale                      | 24.884                      | 100   |                                            | 22.272 | 100   | 30    |

## Lucca

### Viareggio
| Candidati                               | Candidati                   | Voti                        | %     | Liste                         | Voti   | %     | Seggi |
| --------------------------------------- | --------------------------- | --------------------------- | ----- | ----------------------------- | ------ | ----- | ----- |
|                                         | Luca Lunardini              | 18.284                      | 45,64 | Il Popolo della Libertà       | 12.105 | 35,74 | 16    |
| Unione di Centro                        | Luca Lunardini              | 18.284                      | 45,64 | 1.513                         | 4,47   | 1     |       |
| Lista Civica                            | Luca Lunardini              | 18.284                      | 45,64 | 820                           | 2,42   | -     |       |
| Lega Nord                               | Luca Lunardini              | 18.284                      | 45,64 | 553                           | 1,63   | -     |       |
| Pensionati Democratici Italiani         | Luca Lunardini              | 18.284                      | 45,64 | 71                            | 0,21   | -     |       |
| Monarchici Uniti-Toscana Granducale     | Luca Lunardini              | 18.284                      | 45,64 | 60                            | 0,18   | -     |       |
|                                         | Andrea Palestini            | 11.462                      | 28,61 | Partito Democratico           | 8.874  | 26,20 | 8     |
| Partito Socialista Italiano             | Andrea Palestini            | 11.462                      | 28,61 | 814                           | 2,40   | -     |       |
| Italia dei Valori                       | Andrea Palestini            | 11.462                      | 28,61 | 727                           | 2,15   | -     |       |
| Seggio al candidato sindaco             | Seggio al candidato sindaco | Seggio al candidato sindaco | 28,61 | 1                             |        |       |       |
|                                         | Milziade Silvio Caprili     | 5.067                       | 12,65 | La Sinistra l'Arcobaleno      | 3.904  | 11,53 | 3     |
|                                         | Alberto Benincasa           | 2.575                       | 6,43  | Vivere Viareggio              | 1.314  | 3,88  | 1     |
| Lista Civica per Torre del Lago Puccini | Alberto Benincasa           | 2.575                       | 6,43  | 998                           | 2,95   | -     |       |
| Seggio al candidato sindaco             | Seggio al candidato sindaco | Seggio al candidato sindaco | 6,43  | 1                             |        |       |       |
|                                         | Maria Cristina Boncompagni  | 938                         | 2,34  | Laboratorio per la Democrazia | 813    | 2,40  | -     |
|                                         | Franco Micheli              | 768                         | 1,92  | Per una Nuova Viareggio       | 572    | 1,69  | -     |
|                                         | Jacopo Bonuccelli           | 509                         | 1,27  | Viareggio nel Cuore           | 375    | 1,11  | -     |
|                                         | Raffaello Michele Petri     | 187                         | 0,47  | Lista Comunista               | 138    | 0,41  | -     |
| Totale                                  | Totale                      | 40.057                      | 100   |                               | 33.865 | 100   | 30    |

## Massa-Carrara

### Massa
| Candidati                                 | Candidati                            | Voti                        | %     | Liste                        | Voti   | %     | Seggi |
| ----------------------------------------- | ------------------------------------ | --------------------------- | ----- | ---------------------------- | ------ | ----- | ----- |
|                                           | Fabrizio Neri Accede al ballottaggio | 18.287                      | 38,79 | Partito Democratico          | 13.254 | 29,51 | 7     |
| Fare Per Massa                            | Fabrizio Neri Accede al ballottaggio | 18.287                      | 38,79 | 3.441                        | 7,66   | 2     |       |
| Partito Socialista - Laici - Repubblicani | Fabrizio Neri Accede al ballottaggio | 18.287                      | 38,79 | 2.033                        | 4,53   | 1     |       |
| Italia dei Valori                         | Fabrizio Neri Accede al ballottaggio | 18.287                      | 38,79 | 1.541                        | 3,43   | -     |       |
| Seggio al candidato sindaco               | Seggio al candidato sindaco          | Seggio al candidato sindaco | 38,79 | 1                            |        |       |       |
|                                           | Roberto Pucci Accede al ballottaggio | 13.144                      | 27,88 | Pucci Sindaco per Massa      | 4.721  | 10,51 | 9     |
| La Sinistra l'Arcobaleno                  | Roberto Pucci Accede al ballottaggio | 13.144                      | 27,88 | 4.348                        | 9,68   | 8     |       |
| Impegno per Massa                         | Roberto Pucci Accede al ballottaggio | 13.144                      | 27,88 | 2.027                        | 4,51   | 3     |       |
|                                           | Corrado Nicola Amorese               | 7.582                       | 16,08 | Il Popolo della Libertà      | 6.970  | 15,52 | 4     |
|                                           | Stefano Benedetti                    | 3.475                       | 7,37  | La Destra - Fiamma Tricolore | 2.478  | 5,52  | 1     |
|                                           | Marco Andreani                       | 2.241                       | 4,75  | Massa Al Centro (A)          | 2.205  | 4,91  | 4     |
|                                           | Michele D'Agostino                   | 1.365                       | 2,90  | Grilli Massesi               | 1.071  | 2,38  | -     |
|                                           | Andrea Barabotti                     | 624                         | 1,32  | Lega Nord                    | 531    | 1,18  | -     |
|                                           | Rinaldo Valenti                      | 422                         | 0,90  | Lista Comunista              | 296    | 0,66  | -     |
| Totale                                    | Totale                               | 47.140                      |       |                              | 44.916 |       | 40    |

- La lista contrassegnata con la lettera A è apparentata al secondo turno con il candidato sindaco Roberto Pucci.

Ballottaggio
| Candidati | Candidati                | Voti   | %      |
| --------- | ------------------------ | ------ | ------ |
|           | Roberto Pucci ✔️ Sindaco | 18.732 | 54,26  |
|           | Fabrizio Neri            | 15.789 | 45,74  |
| Totale    | Totale                   | 34.521 | 100,00 |

## Pisa

### Pisa
| Candidati                   | Candidati                                           | Voti                        | %     | Liste                            | Voti   | %     | Seggi |
| --------------------------- | --------------------------------------------------- | --------------------------- | ----- | -------------------------------- | ------ | ----- | ----- |
|                             | Marco Filippeschi Accede al ballottaggio            | 27.075                      | 47,40 | Partito Democratico              | 20.577 | 39,30 | 19    |
| In Lista per Pisa           | Marco Filippeschi Accede al ballottaggio            | 27.075                      | 47,40 | 2.026                            | 3,87   | 2     |       |
| Partito Socialista          | Marco Filippeschi Accede al ballottaggio            | 27.075                      | 47,40 | 2.021                            | 3,86   | 1     |       |
| Italia dei Valori           | Marco Filippeschi Accede al ballottaggio            | 27.075                      | 47,40 | 1.592                            | 3,04   | 1     |       |
|                             | Patrizia Paoletti Tangheroni Accede al ballottaggio | 18.503                      | 32,39 | Il Popolo della Libertà          | 13.752 | 26,27 | 12    |
| Rinascita Pisana            | Patrizia Paoletti Tangheroni Accede al ballottaggio | 18.503                      | 32,39 | 1.115                            | 2,13   | -     |       |
| Lega Nord                   | Patrizia Paoletti Tangheroni Accede al ballottaggio | 18.503                      | 32,39 | 486                              | 0,93   | -     |       |
| Monarchici Uniti            | Patrizia Paoletti Tangheroni Accede al ballottaggio | 18.503                      | 32,39 | 102                              | 0,19   | -     |       |
| Seggio al candidato sindaco | Seggio al candidato sindaco                         | Seggio al candidato sindaco | 32,39 | 1                                |        |       |       |
|                             | Carmelo Scaramuzzino                                | 5.413                       | 9,48  | La Sinistra l'Arcobaleno         | 5.030  | 9,61  | 3     |
|                             | Luca Paolo Titoni                                   | 1.894                       | 3,32  | Unione di Centro (A)             | 1.874  | 3,58  | 1     |
|                             | Sonia Avolio                                        | 1.246                       | 2,18  | La Destra - Fiamma Tricolore (B) | 1.047  | 2,00  | -     |
|                             | Lucia Mango                                         | 1.188                       | 2,08  | Partito dei Comunisti Italiani   | 1.098  | 2,10  | -     |
|                             | Paolo Arduini                                       | 1.144                       | 2,00  | Città dei Diritti                | 1.004  | 1,92  | -     |
|                             | Vittorio Meciani                                    | 663                         | 1,16  | Primavera Pisana                 | 632    | 1,21  | -     |
| Totale                      | Totale                                              | 57.126                      |       |                                  | 52.356 |       | 40    |

- Le liste contrassegnate con le lettere A e B sono apparentate al secondo turno con il candidato sindaco Patrizia Paoletti Tangheroni.

Ballottaggio
| Candidati | Candidati                    | Voti   | %      |
| --------- | ---------------------------- | ------ | ------ |
|           | Marco Filippeschi ✔️ Sindaco | 21.847 | 53,09  |
|           | Patrizia Paoletti Tangheroni | 19.304 | 46,91  |
| Totale    | Totale                       | 41.151 | 100,00 |